# Leander Dendoncker
Leander Dendoncker (ur. 15 kwietnia 1995 w Passendale) – belgijski piłkarz grający na pozycji pomocnika.

## Kariera klubowa
Swoją karierę piłkarską Dendoncker rozpoczął w klubie FC Passendale. Grał w nim w juniorach do 2003 roku. W latach 2003–2009 trenował w KSV Roeselare. Z kolei w 2009 roku podjął treningi w Anderlechcie. W 2013 roku awansował do pierwszego zespołu Anderlechtu. 1 sierpnia 2014 zadebiutował w nim w pierwszej lidze belgijskiej w wygranym 2:0 wyjazdowym meczu z KV Oostende. W 87. minucie tego meczu zmienił Aleksandara Mitrovicia. W sezonie 2014/2015 był podstawowym zawodnikiem Anderlechtu.
W styczniu 2024 roku został wypożyczony do włoskiego SSC Napoli
| Sezon   | Klub                    | Kraj   | Rozgrywki      | Mecze | Bramki |
| ------- | ----------------------- | ------ | -------------- | ----- | ------ |
| 2013/14 | RSC Anderlecht          | Belgia | Eerste klasse  | 0     | 0      |
| 2014/15 | RSC Anderlecht          | Belgia | Eerste klasse  | 26    | 2      |
| 2015/16 | RSC Anderlecht          | Belgia | Eerste klasse  | 23    | 1      |
| 2016/17 | RSC Anderlecht          | Belgia | Eerste klasse  | 40    | 5      |
| 2017/18 | RSC Anderlecht          | Belgia | Eerste klasse  | 24    | 0      |
| 2018/19 | Wolverhampton Wanderers | Anglia | Premier League | 19    | 2      |
| Suma:   | Suma:                   | Suma:  | Suma:          | 133   | 10     |

## Kariera reprezentacyjna
Dendoncker grał w młodzieżowych reprezentacjach Belgii. W 2012 roku wystąpił z reprezentacją Belgii U-17 na Mistrzostwach Europy U-17. W dorosłej reprezentacji Belgii zadebiutował 7 czerwca 2015 roku w wygranym 4:3 towarzyskim meczu z Francją, rozegranym w Saint-Denis. W 85. minucie meczu zmienił Jasona Denayera.

## Sukcesy

### Anderlecht
- Mistrzostwo Belgii: 2016/2017
- Superpuchar Belgii: 2015, 2018